# 忽汗州都督府
忽汗州都督府是唐朝在渤海国设立的羁縻州。

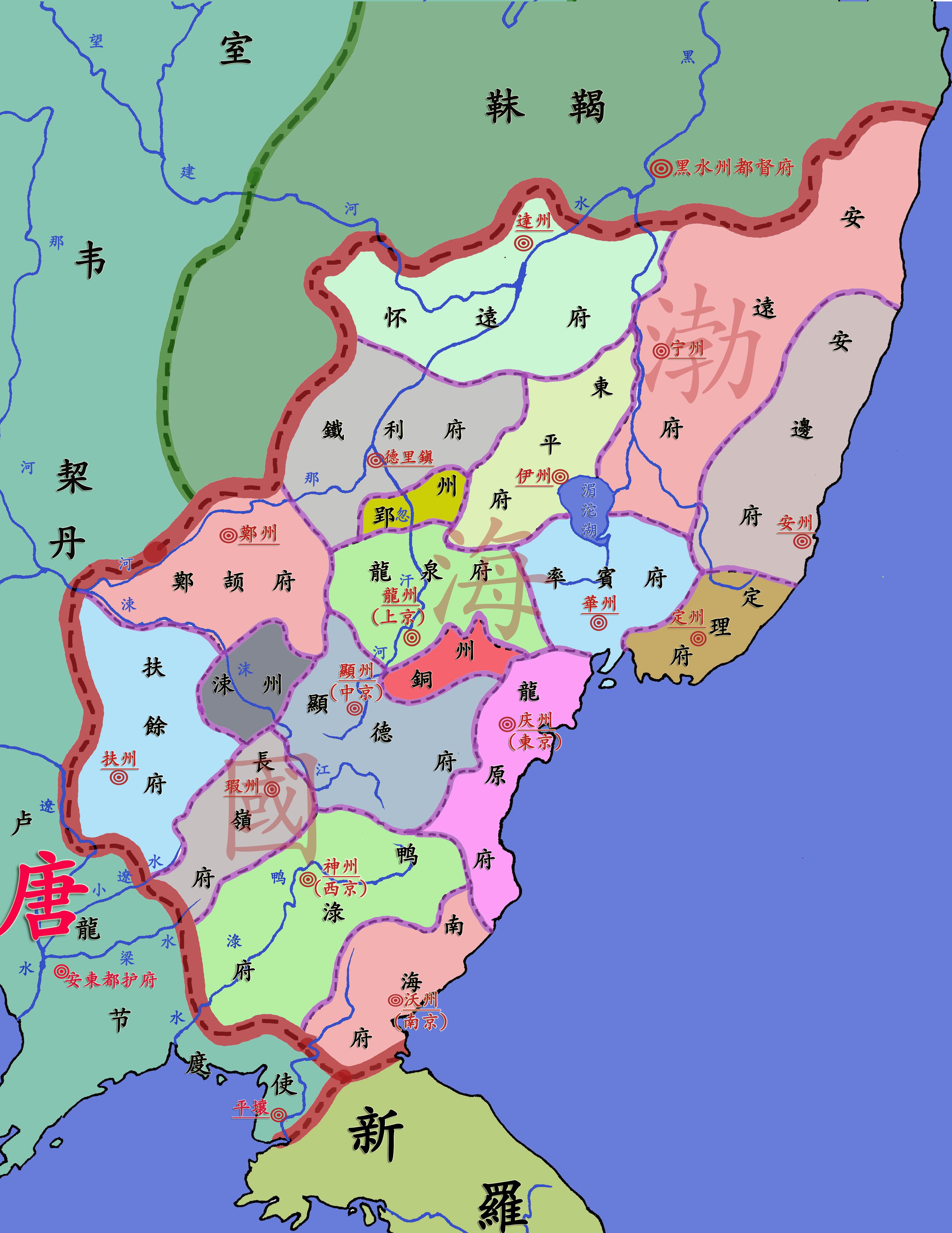
忽汗州都督府

698年，粟末靺鞨首领大祚荣在松花江流域建立震国。唐中宗神龙元年（705年）大祚荣接受唐朝的招抚。先天二年（713年），唐玄宗封册大祚荣为左骁卫员外大将军、渤海郡王，以其所统之地为忽汗州，加授大祚荣为忽汗州都督。震国之后通称渤海国，其地作为唐朝羁縻的忽汗州都督府。之后，大武艺、大钦茂嗣位，被唐朝册封为左骁卫大将军、渤海郡王、忽汗州都督。762年，唐代宗册封大钦茂为渤海国王，之后，渤海国王即位，唐朝一般册封为银青光禄大夫、检校秘书监、忽汗州都督、渤海国王。